# Transsexualita
Transsexualita (odborně též transsexualismus) je stav nesouladu mezi psychickým a anatomickým pohlavím. Projevuje se obvykle neztotožněním člověka s biologickým pohlavím a touhou být opačného pohlaví, mít jeho tělesné znaky a projevy. Transsexuál je buď člověk, který má primární pohlavní znaky muže, ale cítí se být ženou (tzv. „male to female“, MtF, „z muže na ženu“), nebo člověk, který má primární pohlavní znaky ženy, ale cítí se být mužem (tzv. „female to male“, FtM, „z ženy na muže“). Pro transsexuálního člověka se někdy používá zkratka Ts.
Sexuální identita (identifikace) či úžeji pohlavní identita (identifikace) se i přes svůj zavádějící název (v zahraničí, ale i v ČR se od pojmu transsexualismus odstupuje a obecně se ujal název transgender) liší od sexuální orientace. Podstatou transsexuality rovněž nejsou charakteristiky sexuální, ale charakteristiky pohlavní role. Proto pro lidi s transsexualitou bývá často důležitější naplňovat sociální aspekty vytoužené pohlavní role než její aspekty sexuální. Vybírají si obvykle profese (mají zájmy atp.) typické pro pohlaví, s nímž se identifikují.
V různých společnostech se liší způsoby, jak lidé transsexualitu prožívají i jak společnost k transsexuálním lidem přistupuje. V 90. letech 20. století se v západním světě zformovala hnutí trans lidí, která prosazují rovnoprávnost a důstojnost transsexuálních lidí a právo na lékařskou i úřední změnu pohlaví. Vůči těmto snahám se staví odmítavě nebo rozpačitě konzervativnější části společnosti.[zdroj⁠?!]

## Lékařská diagnostika
Mezinárodní klasifikace nemocí MKN-10 uvádí tzv. poruchy pohlavní identity v kapitole F64 (F64.0: Transsexualizmus, F64.2 Porucha pohlavní identity v dětství). Transsexualizmus definuje jako „přání žít a být akceptován jako příslušník opačného pohlaví“, přičemž za obvyklé označuje pocit nespokojenosti s vlastním anatomickým pohlavím nebo pocit jeho nevhodnosti a přání hormonálního léčení a chirurgického zásahu, aby tělo odpovídalo preferovanému pohlaví. Pro stanovení této diagnózy je vyžadována přítomnost transsexuální identity trvale alespoň dva roky, přičemž by neměla být příznakem žádné duševní poruchy nebo (jiné) intersexuální, genetické nebo chromozomové abnormality.
Americký diagnostický a statistický manuál obsahoval „transsexualism“ od verze DSM-III (1980) a zůstal i ve verzi DSM-III-R (1987). Ve vydání DSM-IV (1994) byla nahrazena diagnózou 302.85 „gender identity disorders“, která zůstala i v DSM-IV-TR. Ve vydání DSM-V (2013) byla diagnóza “gender identity disorders” eliminována a nahradila ji diagnóza “gender dysphoria.” 
Na jednu stranu organizace trans lidí prosazují, aby transsexualita nebyla patologizována, na druhou stranu právě zařazení transsexuality mezi poruchy umožňuje, aby se zdravotní pojišťovny podílely na nákladech na změnu pohlaví. Lékařství tvrdí, že transsexualita je vrozená, tudíž není důvod, aby byla uvedena v psychiatrických poruchách.

## Příčiny
Mezi neurology a sexuology postupně převažuje názor, že psychické pohlaví je determinované speciálním mozkovým centrem pohlavní identity a že psychická pohlavní identita je určena nejpozději během nitroděložního vývoje. Žádné výzkumy však nejsou stoprocentně exaktní.

## Přístupy k řešení

### Reparativní terapie
Některé psychiatrické a psychologické přístupy se pokoušejí přizpůsobovat psychiku transsexuála jeho anatomickému pohlaví a vést jej k tomu, aby se se svým anatomickým pohlavím smířil a přizpůsobil mu svou životní roli. Obecně je tento přístup považován za překonaný, avšak přesto se jím jako jednou z alternativ zabývají i někteří odborníci.

### Genderový nomádismus
Některé přístupy, vycházející zejména z myšlenkového zázemí feminismu (přesně - TERF, trans-exclusionary radical feminist), vidí problém především ve stereotypních rolích a očekáváních spojených s pohlavími. Tento přístup bojuje proti přísné dichotomii pohlaví a hájí široký prostor pro nejrůznější role a stavy na pomezí mezi mužem a ženou.

## Přeměna
Dominantní přístup lékařských institucí i organizací transsexuálů považuje za optimální řešení hormonální léčbu a chirurgické zásahy, jejich cílem je změna anatomického pohlaví. Státy, které to umožňují, zpravidla stanoví i pravidla a podmínky pro úřední změnu pohlaví. Například v Německu stačí od roku 2024 ke změně pohlaví prohlášení na příslušném matričním úřadu.
V České republice je změna pohlaví přípustná na základě posouzení diagnózy i prognózy Odbornou komisí pro provádění změny pohlaví transsexuálních pacientů Ministerstva zdravotnictví ČR. Změna pohlaví nemá vliv na osobní poměry člověka. Automaticky však zaniká manželství nebo registrované partnerství. Weiss uvádí, že „Klient se rozhoduje v zásadě mezi třemi variantami – adaptací na biologické pohlaví, adaptací na psychické pohlaví a procesem přeměny pohlaví. V současné době není dost dobře možné určit, jaký typ rozhodnutí mezi lidmi s transsexualitou převažuje. Informace, které máme, pocházejí především od klientů našich ordinací. Jistě existuje skupina lidí, kteří se na lékaře ... nikdy neobrátí a adaptují se bez asistence pomáhajících profesí.“

### Rozhodnutí Ústavního soudu
V květnu 2024 zrušil Ústavní soud několik paragrafů občanského zákona, které pro úřední změnu pohlaví vyžadovaly provedení operace, při níž by došlo ke kastraci osoby, která chce své pohlaví úředně změnit. Verdikt nabyde účinnosti k 30. červnu 2025, aby měli zákonodárci možnost znění příslušného zákona změnit.
|            | 2015 | 2016 | 2017 | 2018 | 2019 |
| ---------- | ---- | ---- | ---- | ---- | ---- |
| Trans mužů | 46   | 69   | 59   | 70   | 95   |
| Trans žen  | 42   | 37   | 58   | 55   | 42   |
| Celkem     | 88   | 106  | 117  | 125  | 137  |

Přeměna z muže na ženu či naopak probíhá v několika fázích. Operativní změně pohlaví předchází tzv. RLE („real life experience“), jindy označováno také jako RLT („real life test“), tzn. že po dobu nejméně jednoho roku vystupuje za všech okolností v souladu se svou psychickou identitou, a podávání hormonálních přípravků (u MtF antiandrogenů a estrogenů, u FtM testosteronů), přičemž pořadí těchto dvou fází záleží na konkrétních případech. FtM v době příchodu k sexuologovi již většinou vystupují v mužské roli na rozdíl od MtF, v jejichž případě se často přistupuje nejprve k hormonální terapii, která umožní snadnější přechod k RLT. Třetím krokem je operativní změna pohlaví.
U MtF pacientů spočívá chirurgická změna v odstranění penisu a vytvoření vagíny. Hormonální léčba spočívá v podávání hormonálního přípravku, který způsobuje zaoblování boků, růst prsou, změnu tvaru ramen a redukci ochlupení.
U FtM je chirurgická změna opačná. Podmínkou pro úřední změnu pohlaví je v České republice i odstranění dělohy. Hormonální léčba způsobí zastavení menstruace, mohutnění svalové struktury, růst ochlupení a vousů a změnu hlasu. Pro nesnáze spojené s vytvořením neopenisu někteří FtM od této varianty ustupují.

## Hnutí transsexuálů
Hnutí se začalo zřetelněji formovat v 90. letech 20. století. Brzy se začlenilo k hnutí homosexuálů,[zdroj⁠?!] jež počalo o několik desetiletí dříve a celosvětově prosadilo značné splynutí homosexuální, bisexuální a transgender problematiky pod zkratku LGBT.

#### Odborná
- WEISS, Petr a kol. Sexuologie. Praha: Grada, 2010. 724 s. ISBN 978-80-247-2492-8. Dostupné také z:
- FIFKOVÁ, Hana a WEISS, Petr. Poruchy pohlavní identity v dětství a v dospívání. Pediatrie pro praxi. 2010, 11(3), s. 174–176. Dostupné také z: www.pediatriepropraxi.cz/pdfs/ped/2010/03/09.pdf
- FIFKOVÁ, Hana et al. Transsexualita a jiné poruchy pohlavní identity. 2. vyd. Praha: Grada, 2008. 202 s. ISBN 978-80-247-1696-1. [Spoluautoři: Petr Weiss, Ivo Procházka, Peggy T. Cohen–Kettenis, Friedemann Pfäfflin, Ladislav Jarolím, Jiří Veselý, Vladimír Weiss.]
- FIFKOVÁ, Hana et al. Transsexualita: diagnostika a léčba. Praha: Grada, 2002. 166 s. Edice Psyché. ISBN 80-247-0333-5.
- WEISS, Petr a ZVĚŘINA, Jaroslav. Sexuální chování v ČR – situace a trendy. Praha: Portál, 2001. 159 s. ISBN 80-7178-558-X.
- FIFKOVÁ, Hana. Psychoterapie v procesu přeměny pohlaví. Psychologie dnes. 2002, č. 8–9, s. 26–27. ISSN 1212-9607.
- SEJBALOVÁ, Petra a MÍCHALOVÁ, Jana. Psychoterapie v péči o sexuologické pacienty. Psychiatrie pro praxi. 2008. roč. 9, č. 6, s. 266–268. ISSN 1213-0508.

#### Kvalifikační práce
- MICHÁLKOVÁ, Šárka. Transsexuální lidé a pohled na jejich minoritu. Praha, 2013. 80 s., 13 s. příl. Bakalářská práce. Ved. práce Mgr. Monika Nová, oponent MUDr. Jiřina Ondrušová, Ph.D. Husitská teologická fakulta, Katedra psychosociálních věd a etiky.

#### Populárně-naučná
- FEINBERG, Leslie. Pohlavní štvanci. Přel. Tereza Spencerová. Praha: G plus G, 2000. 173 s. Edice Zde a nyní. ISBN 80-86103-32-3; 80-242-0380-4.
- NĚMEC, Robert. Monika Němcová, Míla Němců, Robert Němec: biografie muže, který byl ženou. [Praha]: Cassandra, 1993. 167 s. ISBN 80-900854-4-X.
- SPENCEROVÁ, Tereza. Jsem tranďák!. Praha: G plus G, 2003. 124 s. ISBN 80-86103-64-1.

#### Další související
- 3. Lucie Brychtová – Show Jana Krause 1. 3. 2017. In: Youtube [online]. Publikováno 1. 3. 2017 [cit. 2. 3. 2017]. Dostupné z:
- BRYCHTOVÁ, Lucie a WILKOVÁ, Scarlett. Herečka, která byla herec. Mladá fronta Dnes. Magazín. 2017, roč. 28, č. 28 (2. 2. 2017), s. 4–9. ISSN 1210-1168.
- ČTK. Jak jsem se stala ženou. Transsexuální herečka na českém jevišti přiblíží svůj osud. In: Lidovky.cz. 19. ledna 2017 6:32. Dostupné z:
- Doktorka. [39. díl.] Žiji v jiném těle, jsem transsexuál. ČT 1. Premiéra 1. března 2017 ve 21.05 hod. Režie Michal Čech. Dočasný přístup z:
- JONÁŠOVÁ, Kateřina. Dialog mužy s ženem. Přítomnost. 2002, jaro [č. 1], s. 30–32. ISSN 1213-0133. Přístup také z:
- KALIVODOVÁ, Kateřina. Show Jana Krause – Jiří a Ondřej Suchý, Lucie Brychtová a Petr Čadek. In: Topvip.cz [online]. 27. 2. 2017 [cit. 2. 3. 2017]. Dostupné z:
- KOTT, Otto a ŽIVNÁ, Lenka. Když se ze mne po operaci konečně stal muž, ulevilo se mi : plzeňská lékařka Jaroslava Kottová se chirurgickým zásahem změnila v Otto Kotta, který začíná žít spokojený a plnohodnotný život. Plzeňský deník. 1998, roč. 7, č. 66 (19. 3. 1998), s. 15. ISSN 1210-5139.
- Show Jana Krause. TV Prima. Premiéra 1. 3. 2017 ve 21.35–22.40 hod. [Hosté Jiří a Ondřej Suchý, Lucie Brychtová, Petr Čadek]. 65 min.
- STULÍROVÁ, Markéta. Lucie prodělala přeměnu pohlaví, nyní o tom hraje divadlo. Brněnský deník : Rovnost. 2017, č. 15 (18. 1. 2017), s. 9. ISSN 1802-0887. Dostupné také z:

#### Romány
- EBERSHOFF, David. Dánská dívka. Přel. Hana Čapková. 2. vyd. Ostrava: Domino, 2016. 376 s. ISBN 978-80-7498-138-8.
- PERRY, Mike. Klec pro majáky. Zlín: Kniha Zlín, 2011. 335 s. Edice Fleet, sv. 16. ISBN 978-80-87497-09-8.